# Margakaya (Telukjambe Barat)
Margakaya is een bestuurslaag in het regentschap Karawang van de provincie West-Java, Indonesië. Margakaya telt 6104 inwoners (volkstelling 2010).